# ناراست‌کیش
غیر ارتدوکس یا سنت گریز (انگلیسی: Unorthodox) مینی‌سریالی در سبک درام به کارگردانی ماریا شریدر، و محصول ایالات متحده آمریکا و آلمان است که در ۲۶ مارس ۲۰۲۰ از نت‌فلیکس پخش شد. این نخستین محصول نت‌فلیکس است که زبان اصلی آن ییدیش است. این مینی‌سریال، برداشتی آزاد از کتاب خودزندگی‌نامهٔ دبورا فلدمن به‌نام ناراست‌کیش: طرد پرجنجال ریشه‌های حسیدی من است و شیرا هاس، امیت رهاو، یف ویلبوش در آن به ایفای نقش پرداختند.